# Tricam

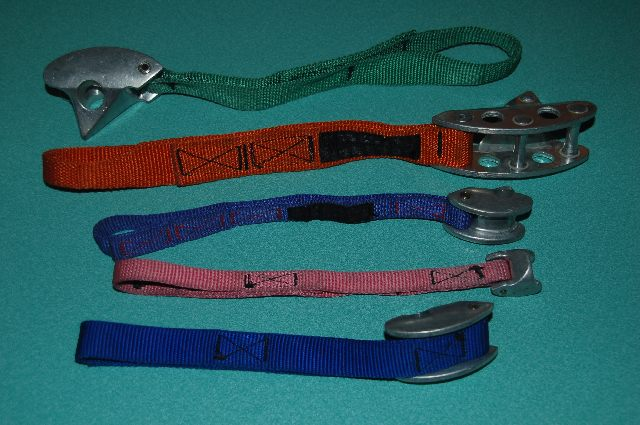
Tricam von der Seite gesehen (grün), großer Tricam als Hohlkörper aus Blech mit Führungsachsen für das Flachband (orange), kleiner Tricam als Vollkörper mit Vertiefung für das Flachband (violett), ganz kleiner Tricam (rosa) und Tricam im umgeklappten Zustand gemäß der ersten Verwendungsart (blau).

Ein Tricam (lat. tri „drei“, engl. cam „Nocke“) ist eine mobile, das heißt wiederentfernbare Klettersicherung, die in vorwiegend lochartigen Rissen, Spalten und Öffnungen im Fels verankert wird. Sie wird ähnlich einem Klemmkeil beim Felsklettern als Zwischensicherung oder zum Standplatzbau verwendet.

## Konstruktion und Form
Es ist ein halbrunder Metallkeil in Form eines Kreissegments mit einer pyramidenförmigen Spitze an der Innenseite des Kreissegmentes. An dem einen Ende des Kreissegmentes ist ein Flachband drehbar in eine Achse eingehängt. An der Außenseite des Kreissegmentes befindet sich bei kleineren Tricams eine Vertiefung, bei größeren mehrere Führungsachsen. In die Vertiefung oder auf die Führungsachsen kann das Flachband eingelegt und zum anderen Ende des Kreissegmentes geführt werden. Am Ende des Flachbandes befindet sich eine Schlinge zum Einklinken eines Karabinerhakens. Auf die Schlinge ist zumeist eine Nennbelastung angegeben, welche üblicherweise zwischen 6 und 22 kN liegt. Große Tricams sind im Allgemeinen zur Gewichtsreduktion aus Blechteilen als Hohlkörper zusammengesetzt.

## Funktionsweise und Gebrauch
Tricams werden vorwiegend beim alpinen oder Sportklettern eingesetzt. Dabei werden sie in vorhandene Strukturen des Felses geklemmt, welche in Hauptbelastungsrichtung zulaufen. Strukturen, welche nach vorne zulaufen finden sich zumeist in runden Hohlräumen im Kalkstein, weiterhin in Felsrissen und zwischen großen Felsblöcken. 
Die Hauptbelastungsrichtung weist bei Zwischensicherungen als Sturzrichtung nach unten, im Standplatzbau ebenfalls; dort kann sie allerdings auch aufwärts weisen, wenn der Tricam dazu verwendet wird, den Stand nach unten zu verspannen. Auch sind seitliche Hauptbelastungsrichtungen möglich, wenn der Tricam mit anderem mobilen Sicherungsmaterial verspannt wird. 
Gemäß einer ersten und meistgebräuchlichen Verwendungsart wird der Tricam im umgeklappten Zustand, das heißt mit der Drehachse des Flachbandes nach vorne in die Öffnung eingeführt und durch eine Zugbelastung des Flachbandes gegen unbeabsichtigtes Herausrutschen festgeklemmt. Dabei bilden sich drei Kontaktpunkte zum Fels: zwei auf den Außenkanten des Kreissegmentes und die gegenüberliegende Spitze. Jede weitere Zugbelastung übt auf das Metallteil des Tricams ein Drehmoment aus, welches den Effekt des Verklemmens verstärkt. Diese Verwendungsart ist besonders geeignet für Löcher, wie sie im Kalkstein häufig vorkommen. Sie kann aber auch in Rissen und Zwischenräumen zur Anwendung kommen. 
Weiterhin kann der Tricam gemäß einer zweiten Verwendungsart wie ein großer Klemmkeil eingesetzt werden. Hierzu wird er mit der Drehachse des Flachbandes nach hinten von einer breiteren Stelle her in einen sich in Hauptbelastungsrichtung verengenden Riss oder Zwischenraum im Fels eingeführt und verklemmt. In dieser Position wird er festgezogen, um ein unbeabsichtigtes Herausrutschen zu verhindern. Diese Verwendungsart eignet sich meist für Risse und Zwischenräume. In Löchern ist sie meist nur schwer anwendbar. 
Nach Gebrauch kann der Tricam wieder herausgenommen werden. Bei der ersten Verwendungsart wird er nach vorne gestoßen und unter Vermeidung von Zug auf das Flachband herausgenommen. Bei der zweiten Verwendungsart wird er entgegen der Hauptbelastungsrichtung aus dem Riss oder Zwischenraum herausgenommen. In beiden Fällen kann ein Klemmkeilentferner zum Lösen eines festsitzenden Tricams angewandt werden.

## Weitere Hinweise
Zugbelastungen und Stürze werden von Tricams vor allem in die vorgesehene Hauptbelastungsrichtung gehalten. Eine Belastung in eine andere Richtung kann unter Umständen den Tricam aus seiner Position herausreißen oder so lockern, dass er aus seiner Position herausgewackelt werden kann. 
Um ein großes Spektrum an Klemmbreiten abdecken zu können, führen Kletterer zumeist mehrere Tricams verschiedener Größe sowie weitere Klemmgeräte, z. B. Klemmkeile, Hexcentrics oder Friends mit sich. Tricams werden vorwiegend für Löcher und mittlere bis große Risse und Zwischenräume verwendet. Ihre Vorzüge liegen in der Verwendbarkeit für Löcher, welche für andere Klemmgeräte wie Rocks oder Hexentrics ungeeignet sind. Weiterhin besitzen sie im Vergleich zu Friends eine einfache, robuste Konstruktion und einen deutlich geringeren Preis.